# ジョルカエフ・レアスコ
ジョルカエフ・レアスコ（スペイン語: Djorkaeff Reasco、1999年1月18日 - ）は、エクアドルのサッカー選手。ポジションはFW。ニューウェルズ・オールドボーイズ所属。

## 経歴

### クラブ
2011年よりLDUキトに所属し、 2016年11月12日にアレックス・アギナガ監督の元でデビュー。2018年にはセリエAでの優勝を経験した。
2020年1月、ドラドス・デ・シナロアに1年間の期限付き移籍をした。
2022年2月10日、ニューウェルズ・オールドボーイズに3年契約で移籍した。

### 代表
2022 FIFAワールドカップを戦うエクアドル代表の26人のメンバーに招集された。

## 人物
父もサッカーエクアドル代表であったネイセル・レアスコ。名前はユーリ・ジョルカエフから取られている。

## 代表歴

### 出場大会
- エクアドル代表
  - 2022 FIFAワールドカップ

### 試合数
- 国際Aマッチ 5試合 0得点（2021年-2022年）[7]

| エクアドル代表 | 国際Aマッチ | 国際Aマッチ |
| 年             | 出場        | 得点        |
| -------------- | ----------- | ----------- |
| 2021           | 2           | 0           |
| 2022           | 3           | 0           |
| 通算           | 5           | 0           |